# Аарон (Морякин)
Архимандрит Аарон (в миру — Андрей Дмитриевич Морякин; 30 ноября 1780, Карачев — 18 апреля 1844, Санкт-Петербург) — архимандрит, наместник Александро-Невской лавры.

## Биография
Из мещан. Почти без посторонней помощи научившись грамоте, Морякин много читал, в особенности медицинских и ветеринарных книг. Сначала он занимался лечением животных, а потом перешёл к врачеванию людей, довольно удачно, простыми средствами.
На 26-м году от роду Морякин ушёл в монастырь и через четыре года постригся в Белобережской пустыни. Четыре года спустя Аарон уже заведовал на Валааме покупкой хлеба для обители.
В 1820 году Аарона приняли подъэкономом в архиерейский дом в Александро-Невской лавре, где 26 февраля 1821 года при митрополите Михаиле он возведён в сан иеромонаха. Преемник Михаила, Серафим, назначил Аарона (18 января 1826 года) строителем Перекомского новгородского монастыря и (в 1827 году) игуменом Отней пустыни, оставляя при себе в Петербурге.
В это время лечебная практика Аарона расширилась и породила молву, заставившую его сложить игуменство и удалиться в число братии в Юрьев монастырь (1829), но с наступлением холеры (летом 1831 года) митрополит вызвал Аарона опять в лавру, надеясь пользоваться его врачебными советами.
В 1835 году Аарон назначен экономом лавры, 25 марта 1839 году возведён в сан архимандрита Зеленецкой пустыни, а 3 ноября 1842 году назначен наместником лавры.
После кончины митрополита Серафима, 17 января 1843 года, определением Святейшего синода 31 декабря 1843 года Аарон назначен настоятелем Спасо-Преображенского монастыря в Рязани. Болезнь не дала ему возможности выехать из Петербурга, и он скончался на 64-м году жизни.